# Otto Fruhner
Otto Fruhner (ur. 6 września 1893 w Brzegu, zm. 19 czerwca 1965 w Villach) – Generalmajor Luftwaffe, as lotnictwa niemieckiego Luftstreitkräfte z 27 zwycięstwami w I wojnie światowej.

## Życiorys
Służbę w lotnictwie niemieckim rozpoczął w listopadzie 1914 roku jako mechanik w FFA 4. Po ukończeniu szkoły pilotażu w 1915 roku został skierowany do Feldflieger-Abteilung 51 i walczył na froncie wschodnim jako pilot. W jednostce, która od stycznia 1917 roku została przemianowana na FFA 20 służył do lipca 1917 roku. Na jego prośbę został w lipcu przeniesiony do eskadry myśliwskiej Jasta 26. Pierwsze z 27 zwycięstw w jednostce odniósł 3 września 1917 roku. Tego samego dnia odniósł także drugie zwycięstwo. 3 czerwca 1918 roku został odznaczony najwyższym odznaczeniem wojskowym dla podoficerów i żołnierzy Złotym Krzyżem Zasługi, został także promowany na oficera i przedstawiony do Pour le Mérite, jednak ze względu na abdykację cesarza orderu tego nie otrzymał.
20 września 1918 roku po odniesieniu 27 zwycięstwa powietrznego pilotowany przez niego samolot zderzył się w powietrzu z samolotem Camel. Otto Fruhner został ranny, ale udało mu się szczęśliwie wylądować na spadochronie, co było wówczas rzadkością. Z powodu odniesionych ran do czynnej służby w czasie I wojny światowej już nie wrócił.
Po utworzeniu w 1935 roku Luftwaffe Otto Fruhner w randze majora rozpoczął służbę w nowej formacji. Został komendantem szkoły lotniczej w Ludwigslust. Stanowisko dowódcy szkół lotniczych pełnił prawie do końca wojny, awansując z czasem do stopnia generała.
W kwietniu 1945 roku dostał się do niewoli amerykańskiej, z której został zwolniony 2 kwietnia 1947 roku.

## Odznaczenia
- Krzyż Żelazny I Klasy
- Krzyż Żelazny II Klasy
- pruski Złoty Krzyż Zasługi Wojskowej – 3 czerwca 1918